# 本庄家系譜
『本庄家系譜』（ほんじょうかけいふ） は、旧熊本藩士本庄家の家系譜。
本庄家は初代喜助重正が肥後熊本藩初代細川忠利（妙解院）に殉死した19人の内の一人であり、「妙解院様殉死之家」である。柴任三左衛門と改名した二男熊介は、宮本武蔵の弟子となり二天一流兵法を極め、のちに『五輪書』と共に兵法3代目を継承した。のちに肥後を離れ武蔵の兵法と逸話を福岡藩黒田家へ伝えたことにより、その弟子立花峯均（丹治峯均）によって伝記『武州伝来記』が書かれ、武蔵の多くの逸話が現代にまで伝わることとなった。
近年に発見された『本庄家系譜』は、不詳であった柴任三左衛門の出自とその生涯の事跡を裏付ける重要史料であり、これにより三左衛門の青年期と武蔵の肥後在住5年間が重なり『武州伝来記』記事の信憑性が格段に高まることとなった。
また4代本庄喜助高房（初め柴任角兵衛）の項には、元禄15年（1703年）12月15日の赤穂事件において大石良雄以下赤穂浪士17士が細川綱利預かりとなった時、大目付仙石久尚邸へ受け取りに派遣され、駕籠を熊本藩下屋敷まで護送する役目を果たしたこと、預かりの期間中は監視の番役を務め、同16年（1704年）2月4日赤穂浪士切腹の際、間瀬正明の介錯を務めたことが記されている。
柴任三左衛門は播州明石で死期を悟った宝永7年（1710年）4月に肥後の実家である本庄家に家来を派遣し、自身有馬の陣（島原の乱）着用の甲冑・雑具並びに、筑前黒田家、大和郡山本多家、姫路本多家よりの知行宛行状など（形見として）この本庄喜助に贈っている（同年閏8月20日死去）。

## 概要
本庄家には初代喜助から8代目までの家族の事項を記録した『家系譜』1冊と、これを代々の当主のみ抜き出して書き改めた『先祖之景図・第一冊』9代目から12代目までの『同・第二冊』などの家系譜がある。宮本武蔵研究家の福田正秀が平成15年に『先祖之景図・第一冊』に柴住(任の誤写又誤認)三左衛門の名前を発見、これを手がかりに更に子孫の家を調査して、別冊『家系譜』に6丁に渡って柴任三左衛門の生涯の記録が書かれているのを発見した。そして『武州伝来記』と記事を校合、その正確な全生涯を明らかにした。その研究書の中で、本庄家『家系譜』を『本庄家系譜』と略称している。
別に当代（第14代）本庄敏夫が『先祖之景図』二冊を復刻自家出版した『本庄家系譜』（2000年）がある。

### 由来・形状
〈形体〉紙本墨書　大和綴　〈員数〉一巻一冊　〈法量〉竪十四センチ
横二十センチ　〈墨付〉表紙一丁　本文二十四丁　覚え六丁
筆跡から七代目勇七が初代から自分代までを書き、八代目が自分代を書き継ぎ、九代目が八代目の没年墓所等と、自分の名前まで書き継いだものと判断される。即ちこの『本庄家系譜』を作ったのは七代目勇七である。

### 作成した意図
初代本庄喜助の直系は六代目までで途絶え、編者の七代目勇七は他家よりの養子である。六代目喜源太の宝暦の頃、細川藩では藩士に先祖附の提出を命じている。この編纂のため喜源太が集めた家の記録、古文書が多量にあったと思われ、藩へ提出した「先祖附」に洩れている事柄も多くあった。他家からの養子である勇七は家の歴史の失われるのを恐れ、子孫のために本庄家のすべてを記録した家系譜の作成を思い立った。そこには代々の当主以外の者の記事もわかるものはすべて記録に入れた。そのお陰で藩史料『細川家家臣先祖附』には見えない、宮本武蔵研究に重要な意味を持つ柴任三左衛門の貴重な記録が残った。